# بسال (النادرة)

تعديل مصدري - تعديل

بسال هي إحدى قرى عزلة الفجرة بمديرية النادرة التابعة لمحافظة إب، بلغ تعداد سكانها 246 نسمة حسب تعداد اليمن لعام 2004.